# Джордж Хаммонд
Джордж Хэммонд —персонаж,  генерал-лейтенант ВВС США, возглавлял проект «Звёздные врата» в течение семи лет.

## Биография
Генерал-майор (позже генерал-лейтенант) Джордж Хэммонд, возглавил проект «Звёздные врата» (секретный проект при ВВС США) и сменил на этом посту генерал-майора Веста. Сначала Хэммонд не воспринял своё назначение всерьёз, считая его прологом к отставке, но впоследствии понял значение этого проекта и стал вкладывать в него всю свою душу.
Кроме того, сначала Хэммонд был против того чтобы использовать Звёздные Врата для исследования других миров.
Джордж Хэммонд поступил в ВВС США в середине 1960-х годов, в 1969 году он уже был лейтенантом. В том же году Хэммонд столкнулся с попавшим в прошлое отрядом ЗВ-1 и помог ему скрыться. Чтобы спасти своего будущего командира от трибунала, О’Нилл выстрелил в него из зета. Известно, что Хэммонд воевал во Вьетнаме.
Учитель Бра’так называл Джорджа «Хэммондом из Техаса» и часто прикладывал руку к голове (тем самым намекая на лысину генерала). Хэммонд — вдовец, его жена умерла от рака. У него есть две внучки, которым он часто звонит.
Когда отряд ЗВ-1 был пленён Хатор, он сделал всё возможное чтобы спасти их, когда спасательная операция провалилась, Хэммонд отправился на Чулак, где попросил у Тил’ка и Бра’така помощи. Те согласилась, и Бра’так предоставил Тил’ку и Хэммонду старый глайдер, на котором они и отправились спасать ЗВ-1. После уничтожения противопехотных башен, Хэммонд и Тил’к приземлились и встретились с ЗВ-1 и выжившими бойцами из других отрядов. (ЗВ-1: «Сквозь огонь»)
После того, как Генри Хейс (старый сослуживец Хэммонда) был избран президентом США, Хэммонд стал его советником во время вторжения Анубиса и командовал «Прометеем» во время битвы над Антарктидой. После победы над Системным лордом он возглавил только что созданный отдел по «Безопасности родного мира» и был повышен до генерал-лейтенанта. Позже перешёл на службу в администрацию Хейса. (ЗВ-1: «Затерянный город», «Новый порядок», «Авалон, Часть 1»).
В то время как он был главой Департамента по защите Земли, его попросили назначить человека, который возглавит миссию на Атлантиду, отказавшись назначить кого либо, он сам возглавил команду «Прометея», но несмотря на все усилия, команде пришлось развернуть корабль и вернутся домой. (ЗВ-1: «Похищения Прометея»)
Один из инопланетян принял облик Хэммонда чтобы связаться с отрядом Шеппарда (Атлантида: «Дом»).
Джордж Хэммонд умер от сердечного приступа в 2008. Корабль класса Дедал, «Феникс», был переименован в его честь. (Атлантида: «Враг у ворот»).
За те годы, что он руководил ЗВ-1, генерал Хэммонд очень привязался ко всем членам отряда, и всегда переживал за них, старался им помочь, и стал для них, в прочем как для многих других отрядов, настоящим отцом.

## Личная жизнь
Хэммонд был женат, но его жена умерла от рака в 1994 году. У Джорджа есть две внучки Тесса и Кайла, которых он очень любил.